# Nepřítel pod ochranou
Nepřítel pod ochranou (orig. Safe House) je americko-jihoafrický akční film z roku 2012 režiséra Daniela Espinosy. Denzel Washington ztvárnil Tobina Frosta, bývalého agenta CIA, jenž prodával tajné informace nepřátelům. Frost je umístěn do tajného vězení CIA v Kapském Městě, které vede  Matt Weston v podání Ryana Reynoldse. Po Frostově příchodu ale vězení napadne neznámý útočník a Weston s Frostem z místa uteče a musí jej ochránit.

## Děj
Tobin Frost, bývalý agent CIA, jenž se stal mezinárodně hledaným zločincem, získává od agenta MI6 Aleca Wadea datové médium. Zaútočí na ně ale žoldáci v čele s Vargasem. Wade je zabit a Frost je nucen vzdát se americkému konzulátu v Kapském Městě.
Frost je přemístěn do místního tajného vězení, které vede mladý agent Matt Weston. Ten je svědkem toho, jak agent veterán Daniel Kiefer Frosta vyslýchá pomocí waterboardingu. Vargas se svými muži ale na vězení zaútočí a zabije Kiefera a jeho tým. Weston uteče a Frosta vezme s sebou. Kontaktuje svého šéfa Davida Barlowa na ředitelství CIA v Langley. Další agentka CIA Catherine Linklaterová Westonovi přikáže, aby se držel u země a počkal na další rozkazy.
Weston ze skrýše zavolá své přítelkyni Aně Moreauové, francouzské medičce, která neví, že pracuje pro CIA, a řekne jí, aby opustila jejich dům. Barlow mu pak přikáže, aby se přesunul na stadion, kde získá zařízení GPS, které mu pomůže dostat se do nedalekého úkrytu. Weston se tam dostane, ale Frost mu uteče, když se zamaskuje jako policista. Westona zadrží policie, ale podaří se mu utéct. Frosta už ale nechytí. Frost naopak zaútočí na Westona, ale řekne mu, že zabíjí jen profesionály, vystřelí na zeď vedle něj, čímž Westonovi poškodí ušní bubínek.
Weston se pak má vydat na nejbližší americkou ambasádu, aby podal hlášení. Místo toho se potká s Anou a prozradí jí, že pracuje pro CIA. Řekne jí, aby se kvůli vlastnímu bezpečí vrátila do Paříže. Weston pak pronásleduje Frosta do chudinské čtvrti Langa, kde se Frost setká s Carlosem Villarem. Znovu na ně zaútočí Vargas - zabije Villara a jeho ženu. Frost mu ale s Westonovou pomocí uteče. Weston pak zjistí, že Vargas pracuje pro CIA, která chce získat záznamy, které dostal Frost od Wadea. Zařízení pochází od izraelské tajné služby a obsahuje důkazy korupci a tajných převodech peněz, které se týkají CIA, MI6 a dalších tajných služeb. Westonovi vlastní nadřízení v tom mohou být zapleteni. Weston dovede Frosta do nového úkrytu. Tam na Westona zaútočí místní správce Keller.
Weston po boji Kellera zabije, ale sám je těžce zraněn. Frost ho opustí a Weston omdlí. Mezitím do Jižní Afriky přijede Linklaterová a Barlow, aby Frosta a Westona vyzvedli. Barlow Linklaterovou ale zastřelí. Barlow dorazí do úkrytu a odhalí, že je Vargasovým zaměstnancem. Potvrdí, že soubory obsahují důkazy, které by jej kompromitovaly, a přesvědčuje Westona, aby lhal o tom, co se stalo. Frost se vrátí, aby zachránil Westona, ale Barlow ho postřelí. Weston pak střelí Barlowa do hrudi a zabije ho. Frost Westonovi dá soubory, pochválí jej, že je lepší, než on, a zemře.
Ve Spojených státech se Weston setká se zástupcem ředitele CIA Harlanem Whitfordem, který mu řekne, že nelichotivá fakta o CIA musí být z jeho hlášení odstraněna. Weston má být ale povýšen. Whitford se ho zeptá, kde se data nacházejí, ale Weston řekne, že mu to Frost neřekl. Whitford prohlásí, že kdokoli je bude držet, bude mít spoustu nepřátel. Weston odejde a pak data odešle médiím, čímž poškodí řadu lidí z různých tajných služeb, včetně Whitforda. Později Weston vidí přes ulici v Paříži Anu. Ta si čte Westonův vzkaz, podívají se na sebe, Ana se usměje a Weston odejde.

## Obsazení
| Denzel Washington | Tobin Frost            |
| Ryan Reynolds     | Matt Weston            |
| Vera Farmiga      | Catherine Linklaterová |
| Brendan Gleeson   | David Barlow           |
| Sam Shepard       | Harlan Whitford        |
| Rubén Blades      | Carlos Villar          |
| Nora Arnezeder    | Ana Moreauová          |
| Robert Patrick    | Daniel Kiefer          |
| Liam Cunningham   | Alec Wade              |
| Joel Kinnaman     | Keller                 |
| Fares Fares       | Vargas                 |
| Sebastian Roché   | Robert Heissler        |
| Jake McLaughlin   | Miller                 |

## Ohlas
Během prvního víkendu po uvedení utržil snímek ve Spojených státech více než 40 milionů dolarů a stal se tak druhým nejúspěšnějším filmem víkendu po Navždy spolu. Během následujícího víkendu se i přes pokles tržeb stal nejúspěšnějším filmem. Celkově snímek utržil ve Spojených státech více než 126 milionů dolarů a celosvětově přes 208 milionů dolarů. V Česku film na tržbách vydělal asi 65 tisíc dolarů. Jedná se o film s druhým nejúspěšnějším úvodním víkendem Denzela Washingtona po Americkém gangsterovi (43,5 milionu) a zároveň v tomto ohledu o třetí nejúspěšnější film Ryana Reynoldse po X-Men Origins: Wolverine (85 milionů) a Green Lantern (53 miliony).
Nepřítel pod ochranou sklidil smíšené reakce kritiky, příznivě byly hodnoceny herecké výkony Washingtona a Reynoldse. Agregátor filmových recenzí Rotten Tomatoes hodnotí snímek na základě 177 recenzí 53%. Podobný server Metacritic ohodnotil film na základě 36 recenzí 52 body ze 100, což znamená průměrné hodnocení.